# Женщина в комнате 13
Женщина в комнате 13 (англ. The Woman in Room 13) — американский детективный художественный фильм режиссёра Фрэнка Ллойда, снятый в 1920 году на студии Goldwyn Pictures.
Экранизация одноимённой бродвейской пьесы. Премьера состоялась в апреле 1920 года.

## Сюжет
Лаура Брюс замужем за комиссаром полиции Джоном Брюсом. Однажды она обнаруживает, что её муж изменяет ей с другой женщиной, и разводится с Джоном. После этого Лаура выходит замуж за Пола Рэмси. Его работодатель Дик Тернер, развратник, предлагает ему ответственную должность на западе страны, что грозит долгой разлукой. Позже Рэмси узнает, что Тернер интересуется его женой и нанимает для её защиты мужчину, который оказывается её бывшим мужем полицейским. Лаура узнает об этом, но не знает, что тот жаждет мести...

## В ролях

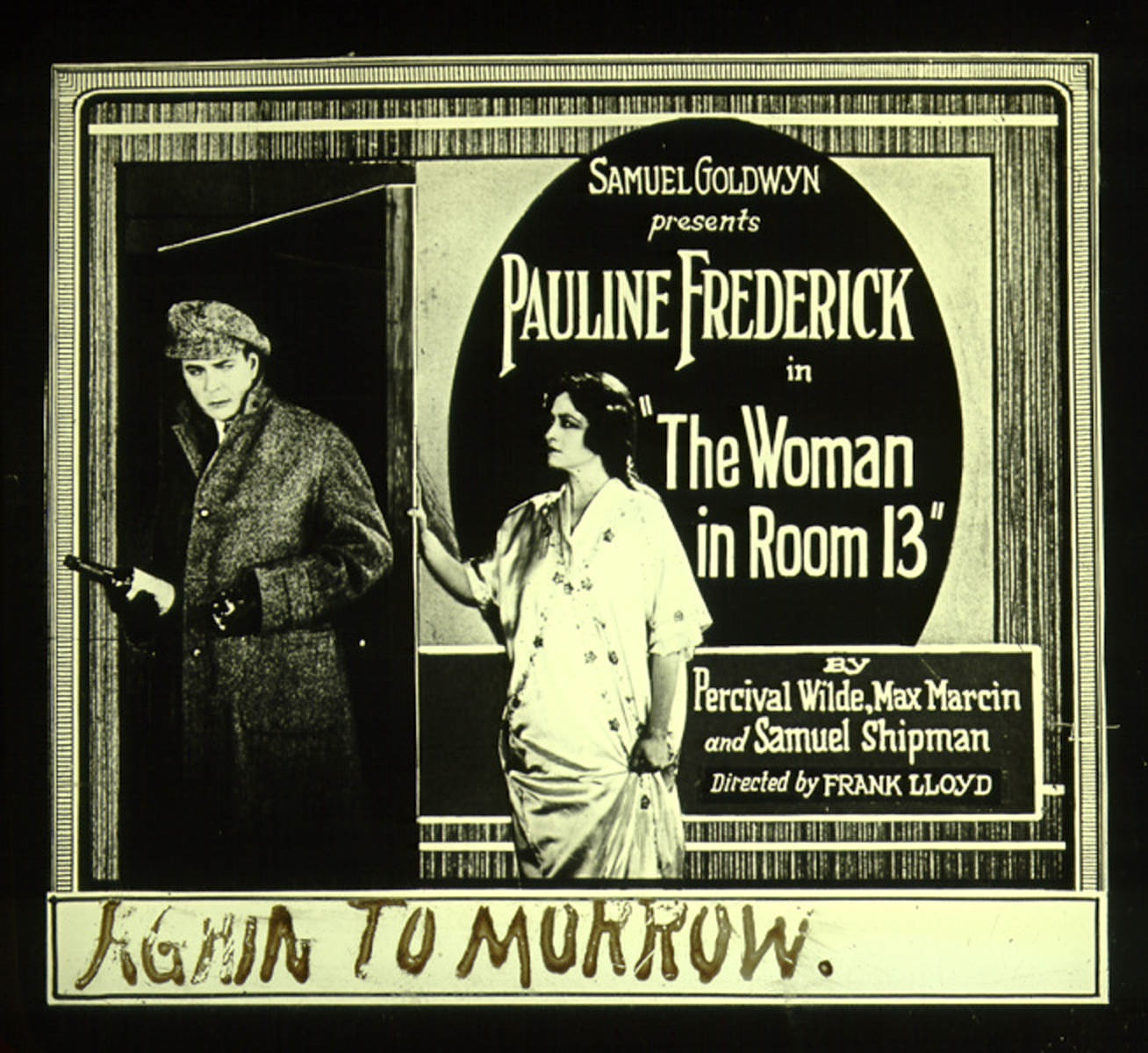

- Полин Фредерик  – Лаура Брюс
- Ричард Такер  - Джо
- Чарльз Клэри  — Джон Брюс
- Джон Бауэрс  - Пол Рэмси
- Роберт МакКим  - Дик Тернер
- Сидни Эйнсуорт  — Энди Льюис.
- Чарльз Арлинг  — Керриген
- Маргерит Сноу  - Эдна Крейн.
- Эмили Чичестер  - Гарриет Марш
- Кейт Лестер  - Лотти Генсон
- Голда Мэдден  — девушка